# Киото (префектура)
Киото (яп. 京都府 Кё:то-фу) — префектура, расположенная в регионе Кинки на острове Хонсю, Япония. Площадь префектуры составляет 4612,19 км², население — 2 579 921 человек (1 октября 2020), плотность населения — 559,37 чел./км². Административный центр префектуры также называется Киото.

## География

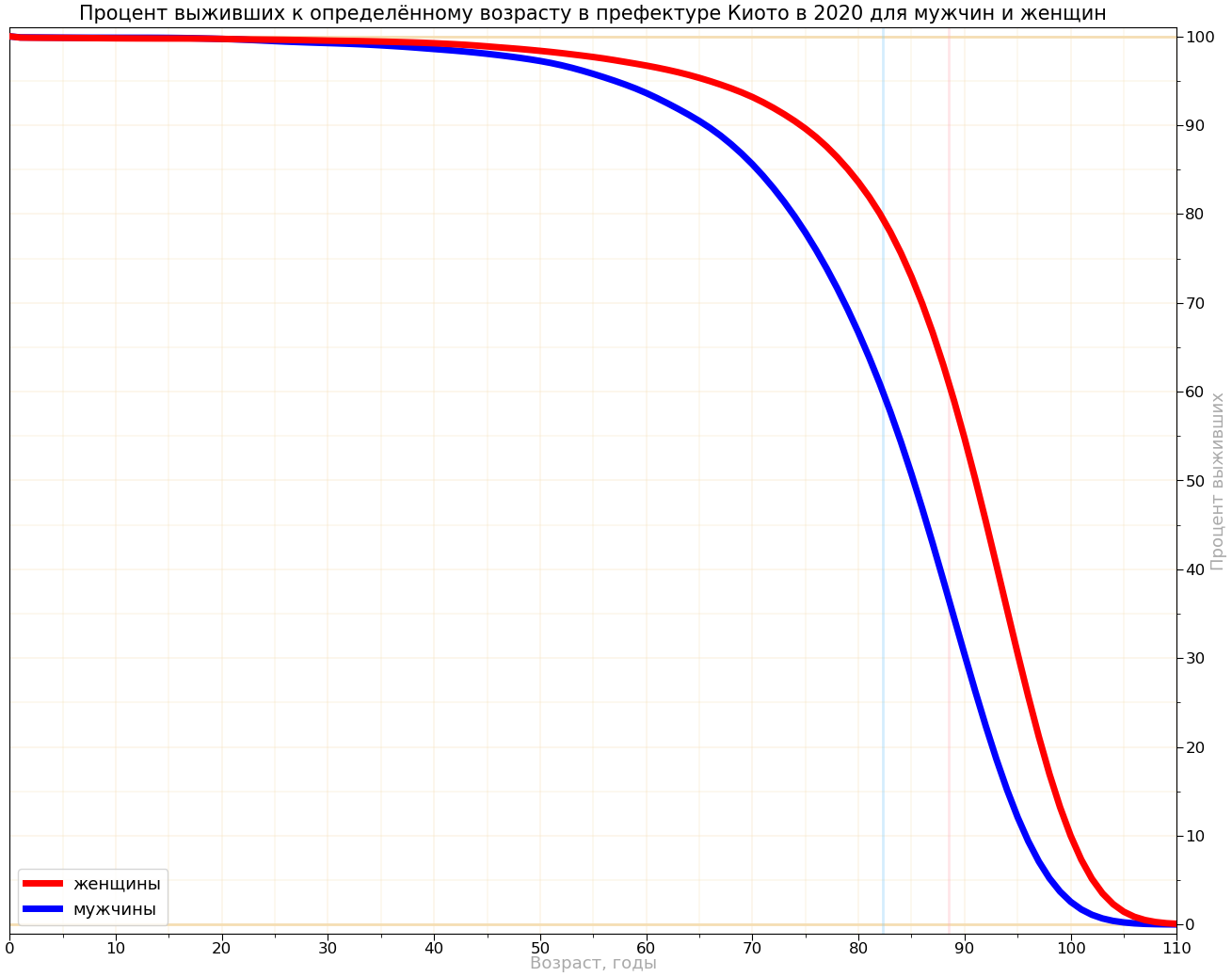
В префектуре Киото одна из самых высоких ожидаемых продолжительностей жизни в стране. В 2020 году она составила 85,54 лет.

Киото расположен в центре Японии и острова Хонсю. На севере Киото омывается Японским морем и граничит с префектурой Фукуи. На юге он граничит с префектурами Осака и Нара. На востоке от Киото лежат префектуры Миэ и Сига, а на западе — префектура Хёго. Киото разделён посередине горами Тамба, поэтому климат на севере Киото сильно отличается от климата на юге.

## Административно-территориальное деление
В префектуре Киото расположено 15 городов и 6 уездов (10 посёлков и одно село).

### Города
Список городов префектуры:
- Аябе;
- Дзёё;
- Камеока;
- Кётанабе;
- Кётанго;
- Кидзугава;
- Киото;
- Майдзуру;
- Миядзу;
- Муко;
- Нагаокакё;
- Нантан;
- Удзи;
- Фукутияма;
- Явата.

### Уезды
Посёлки и сёла по уездам:
- Отокуни;
  - Оямадзаки;
- Кусе;
  - Кумияма;
- Цудзуки;
  - Иде;
  - Удзитавара;
- Сораку;
  - Вадзука;
  - Касаги;
  - Минамиямасиро;
  - Сейка;
- Фунаи;
  - Кётамба;
- Йоса;
  - Ине;
  - Йосано.

## Символика
Флаг и эмблема префектуры были выбраны 2 ноября 1976 года.
Цветок префектуры — плакучая вишня — был выбран в 1954 году. Официальным деревом является криптомерия (1966), а птицей — пестролицый буревестник (1965).

## Побратимские связи
- Шэньси
- особый округ Джокьякарта, Индонезия[7]
- Оклахома
- Ленинградская область
- Эдинбург
- Окситания
- Квебек[8]